# Mionochroma equestre
Mionochroma equestre là một loài bọ cánh cứng trong họ Cerambycidae.